# 不機嫌なジーン
『不機嫌なジーン』（ふきげんなジーン）は、2005年1月17日より3月28日まで毎週月曜日21:00 - 21:54に、フジテレビ系列の「月9」枠で放送されていた日本のテレビドラマ。主演は竹内結子。
ドラマの中の重要なテーマにあるのが、「男が浮気するのは遺伝子のせいである」という仮説である。

## あらすじ
鵯越（ひよどりごえ）大学の修士課程で動物行動学を専攻している蒼井仁子（あおい よしこ）（竹内結子）は、生物をこよなく愛し、研究しつづけている大学院生。平凡な毎日を過ごしていると、仁子のいる理学部研究室に昔付き合っていた有名な学者、南原（内野聖陽）がやってきた。南原には全く未練がない仁子に対し、南原のほうは仁子に復縁を迫る。過去の事で男性不信になった仁子だったが、小学校の教師をしている白石健一（黄川田将也）との出会いや、南原の猛烈なアピールに心を動かされる。

## 概要
タイトルのジーンとは竹内演じる主人公の仁子（南原などが呼んでいる「じんこ」という呼び方）に加え、gene（ジーン）＝遺伝子の意味である。
ドラマの大学風景のロケは主に東京学芸大学で行われた。また、黄川田将也が劇中で教師をしている小学校は、東京学芸大学の敷地にある東京学芸大学附属小金井小学校の校舎である。
なお、後年の大森のオリジナル脚本による『10年先も君に恋して』は本作との共通点が多く、続編的な位置づけとも考えられる物語になっている。
脚本の大森美香が今作で第23回向田邦子賞を受賞した。

## 登場人物

### 研究室メンバー
鵯越大学理学部生物学科動物生態学研究所所属のメンバーたち。
蒼井 仁子〈23〉
演 - 竹内結子
誕生日は1月17日（ドラマの初回放送日でもある）。修士1年。研究対象はテントウムシ。占い好き。
頭痛持ちなのか、たびたび頭痛薬を買っている。
現代的なモノは苦手で、携帯電話もロクに扱えない（作中では二度も買い換えている）。
南原からは「ジーン」「ジンコ」と呼ばれるが、本人は嫌がっている。
幼い頃から自然や虫が好きだったが、それが災いし、友達が少なかった（この頃からアダ名はジンコで、イジワルな男子からはチ○コと呼ばれていた）。
『男子』という生物が理解出来ず、愛情表現もうまく出来なかったため、初恋の男子を泣かせてしまったほどの恋愛経験の薄さ。
正義感が強いがゆえにトラブルを招いてしまう。努力家だが「人間と自然は共存できる」「人間は動物を守る存在」など、理想家の一面があり、南原に指摘されて討論になる。
ちなみに恋愛には無関心ではなく、実はシャイで純情に恋をする。
ロンドン留学中に南原と出逢って1年間付き合うが、南原により破局してから男性不信に陥っていた。そして健一と付き合おうとした矢先に南原が帰国し、彼の猛烈なアピールに頭を悩ませることに。
結局健一とはお互いの意見が合わず別れてしまう。「嘘つき」と決めつけて心を開かなかった南原に対して、あるきっかけでようやく気持ちを正直に伝えて心を開いた。
25歳の時、南原からプロポーズを申し込まれ承諾。幸せな生活を手に入れるはずだったが、直前で研究者としての道を選び、背中を押される形で別れた。
南原とは、半年後に再会し、お互いに別々の道を歩んでることを確認し本当の別れを告げた。
しかし、2007年のロンドンにて、ラヴァーズ・コンチェルトが車内に流れる中、一人で涙を流していた。
南原 孝史〈35〉
演 - 内野聖陽
山形県出身。研究対象はミミズからクジラまで、多岐にわたる。
あらゆる学問を専門としており、英語・イタリア語など7ヶ国語を操る凄腕の学者。口癖は「シット」。
当初は仁子を「ジーン」「ジンコ」と呼んでいたが、途中から「お前」、最終的には「君」と呼んでいた。
凄腕な研究者の一方で女たらし・エゴイズム丸出し・ナルシスト・自信過剰。週刊誌の異名はマダム殺し。いつもブツブツ文句を言ってばかりで、すぐに泣く。おまけに仁子の蔑みを原動力に変えてしまう超ポジティブ体質。理想家の仁子と違って「人が消えても地球は何も困らない」と現実を見る。
一見パーフェクト人間だが、幼い頃に父を亡くし、大学まで奨学金通いの人生を歩んでいる。女性とは目線斜め45度にして話す。
学生時代の同期だった女性との結婚と離婚を経験。落ち込んでロンドンで遊びまくっていた時期に仁子と出会い、1年間付き合った。元妻曰く「動物にしか見せない笑顔を（仁子には）見せていた」。仁子を可愛がっていたが、自身の浮気が原因で破局。かなり未練があったようで、破局の1年後に鵯越大学客員教授に就任。
仁子に猛烈なアプローチをしながらも、別のところで女遊びをしていた。最初は仁子を「遺伝子を増やすために迫っていた」が、知らない間に彼女に惹かれていたらしい。
ミネソタに旅立つ直前には本当の想いを告げ、両思いに。2年後、仁子にプロポーズを申し入れ成功するが、彼女の迷いに気付き、背中を押す形で自ら別れを告げた。別れたあとの部屋では一人涙を流していた。
若狭 宗夫〈28〉
演 - 平山広行
研究室助手。研究対象はニホンジカなどの哺乳類。
幼い頃にカマキリが交尾の最中にメスがオスを食べる様子を見てしまい、大の虫嫌いになってしまった。カマキリは見るだけで気絶するほどのトラウマ。
ある出来事により、柳川を「僕の理想のバンビ」と呼び、交際を申し込む（柳川曰く「ただの脚フェチ」）。しかし交際は順調らしい。
柳川 美幸〈21〉
演 - 山田優
理学部。研究対象はイモリ。
仁子とは違って女気溢れる美人（ミスひよ大コンテストで1位を獲得）。
南原に水着姿を披露するなど猛烈なアピールをするが、ただ「玉の輿に乗りたいだけ」。
ある出来事により、若狭に告白され、戸惑いつつも交際を開始（その後も良好）。
阿部 啓太〈25〉
演 - 岡田義徳
若手研究員。修士1年。研究対象はイワナとハゼ。ブチ眼鏡をかけている。
南原からこき使われてハゼと呼ばれている。
仁子とは同期で仲も良い（仁子曰く「話せる同志」で、恋愛経験はお互いにすべて話す）。
仁子にとって唯一友情を持てる友達以上恋人未満な関係の人。
四谷 雄哉〈40〉
演 - 伊藤正之
40歳。助教授。研究対象はバンドウイルカ（音声信号を研究）。
プライベートでは、バイオリンとダンスを習っている。
三井 茂人〈40〉
演 - 大鷹明良
中堅の助教授。研究対象はカタツムリ。
男女差別するイヤミな奴だが、「早く教授になりたい」らしい。
吉田 佳〈50〉
演 - もたいまさこ
「生物行動学研究室」教授。研究対象はトンボとチョウ。
温厚で人当たりが良く、仁子の良き理解者。
実はテニスの国体経験あり。
山本 光
演 - 陣内孝則（特別出演）
調査の申し入れを拒否した仁子に反感を覚え、鵯越研究室から追い出そうとした身勝手な性格の男。
柳川をお茶出し係にしている。

### その他のメンバー
白石 健一〈23〉
演 - 黄川田将也
鵯越大学附属小学校教師。
心優しく、子供たちからも人気者で善良だが、すぐに自己嫌悪に陥る。いいとこのお坊ちゃんで少々天然が入っている。
仁子とは「言い合いから始まって、いつの間にか付き合っていた」。
都会育ちのため、虫は大の苦手（本来は虫好きな仁子よりも虫嫌いな女性のほうが好み）。
当初は仁子の奇人ぶりを気にせずに付き合っていたが、彼女の正義感ある行動を「おせっかい」と決めつけて以降不仲になり、すれ違いが多くなり、自分から別れを告げた。
ドラマ中で一般人と呼べる存在。
真岡 早智子〈26〉
演 - 井上訓子
仁子の仲良き唯一の女友達。恋愛についてはスペシャリスト。腕利きの歯科医。
常に仁子にアドバイスをくれる心優しい人。
経営しているマオカ歯科は南原も常連で出張サービスをした。
勝田 隼人〈27〉
演 - オダギリジョー
長崎県出身の元漁師。
干拓反対運動に参加（干拓事業の原因で家族を失い、高校を中退したため）していて、干拓事業の現場に居合わせた南原を敵視している。
幼少期に研究員だった南原と出会っている。
すべてを奪われた腹いせに仁子をも自分のモノにしようとしたが失敗した。
神宮寺曰く「危険な後輩」だが、根は優しい人。
早乙女 サンダース
演 - 伊東四朗（特別出演）
著名な動物行動学者。南原の良き理解者。
半年前に奥様を亡くしたため隠居を考えている（研究者たちの間ではおしどり夫婦と呼ばれているが、かつてはケンカばかりしていたらしい）。
仁子と南原の経緯を知らず、付き合っていると勘違いしている。
神宮寺の夫
演 - 相島一之
神宮寺の話に登場する旦那さん。大学時代は南原と同期で、3人で行動していた。
いつも神宮寺の会話中のみの登場だったが、とうとう第8話に回想で登場した。
火事になった時に神宮寺にプロポーズされて結婚した。
ドラマ中では下の名前は明かされないが、DVDでは字幕選択をすれば名前が分かる。
神宮寺 潤〈36〉
演 - 小林聡美
天才数学者で南原の理解者兼親友。
南原とは大学時代から同期で、現在の夫と3人でいたらしい。
つかみどころのない変な人だが、仁子には的確なアドバイスをする。
ボードゲーム好きで勝田と勝負をしているが、ある法則を知っているため必ず勝つ。
南原の過去を知る数少ない人物。

### ゲスト
- 蒼井 由子（仁子の母） - 藤村志保
- 蒼井 信二（仁子の弟・いつも山口弁） - 加藤康起
- 北大路 玲子（南原の元妻・元ミス慶應だった美人さん） - 高岡早紀
- 健一のパパ - 中丸新将
- 川上 みどり（健一の同僚の先生・健一が恋をしていた人） - 梅宮万紗子
- 山田 虎之進 - 我修院達也
- 浜口 剛 ‐ 田中要次
- ナナエ（南原と同じ病院に入院していた患者・受付嬢） - 櫻井淳子
- 岡元 めぐみ（健一と一緒に歩いていた人） - 片瀬那奈
- 手塚 純一郎 - 遠藤憲一
- 早川 徹 ‐ 大杉漣

## スタッフ
- 脚本 - 大森美香
  - 本作品の脚本は第23回向田邦子賞（2005年）を受賞[2]。
- 音楽 - 小西康陽（サウンドトラックCDにはクレジットなし）
- 演出 - 澤田鎌作、平井秀樹、川村泰祐、初山恭洋、白川士
- 主題歌 - YUI「feel my soul」
- 挿入歌 - サラ・ヴォーン「ラヴァーズ・コンチェルト」
- プロデュース - 山口雅俊、鹿内植
  - 山口は2005年11月にフジテレビを退社したため、2011年時点で最後のフジテレビのドラマプロデュース作品になっている。
- 制作 - フジテレビドラマ制作センター

## 放送日程
| 各話                                                       | 放送日        | サブタイトル                 | 演出     | 視聴率 |
| ---------------------------------------------------------- | ------------- | ---------------------------- | -------- | ------ |
| 第1話                                                      | 2005年1月17日 | 仁子、恋に迷う!              | 澤田鎌作 | 18.2%  |
| 第2話                                                      | 2005年1月24日 | 美しいオスと新しい恋         | 澤田鎌作 | 15.7%  |
| 第3話                                                      | 2005年1月31日 | キス! 恋愛vs慈愛             | 平井秀樹 | 13.5%  |
| 第4話                                                      | 2005年2月07日 | 飛べ! 恋のモモンガ           | 川村泰祐 | 13.7%  |
| 第5話                                                      | 2005年2月14日 | 冬眠ハートに、春一番         | 澤田鎌作 | 14.2%  |
| 第6話                                                      | 2005年2月21日 | 恋のアリジゴクとフケた王子様 | 平井秀樹 | 14.4%  |
| 第7話                                                      | 2005年2月28日 | 恋の主役と…第三の男          | 初山恭洋 | 12.7%  |
| 第8話                                                      | 2005年3月07日 | キケンなオス                 | 澤田鎌作 | 15.6%  |
| 第9話                                                      | 2005年3月14日 | 微妙な四角形                 | 白川士   | 12.0%  |
| 第10話                                                     | 2005年3月21日 | プロポーズ!                  | 初山恭洋 | 12.8%  |
| 最終話                                                     | 2005年3月28日 | 2007年、ロンドン             | 澤田鎌作 | 13.3%  |
| 平均視聴率 14.3%（視聴率は関東地区・ビデオリサーチ社調べ） |               |                              |          |        |

## ノベライズ
- 不機嫌なジーン。大森美香 (著、脚本)、扶桑社、2005年4月15日、ISBN 978-4594049133

### ノベライズの相違点
第3話の南原と早智子の会話が追加されている。これはDVD特典映像でも見られる未公開シーン。
（第8話）TV版では仁子がマニュアルを忘れた、だがノベライズでは兄弟喧嘩に巻き込まれマニュアルが飛ばされたになっている。南原と仁子の会話に違いがある。観覧車に乗ってキスをする。最後まで仁子は南原に付き添うなど変更点がある。
（第10話）仁子に刺さったのは花瓶だが、ノベライズでは勝田が興奮して振り回した旗が当たって割れたガラスになっている。
（第11話）仁子と別れた後の南原の様子が描かれている。ラストの結末に3行ほどの追加がある。